# Óscar Gómez Sánchez
Óscar Gómez Sánchez (Lima, 31 de outubro de 1934 em Lima - 4 de março de 2008) foi um ex-futebolista peruano.
"Huaqui" se destacou no time de futebol no Peru e Lima Alianza na década de 1950 e no futebol argentino na década de 1960.
Em 1959 ele assinou para o River Plate, onde jogou duas temporadas, sendo vice-campeão Argentino em 1960.
Em 1961 se transfere para o Gimnasia y Esgrima La Plata, aposentou-se no Alianza Lima, em 1965.
Com a equipe nacional, jogou 26 partidas oficiais com 14 gols, 10 deles na Copa América de modo que está entre seus artilheiros.